# Höhfröschen

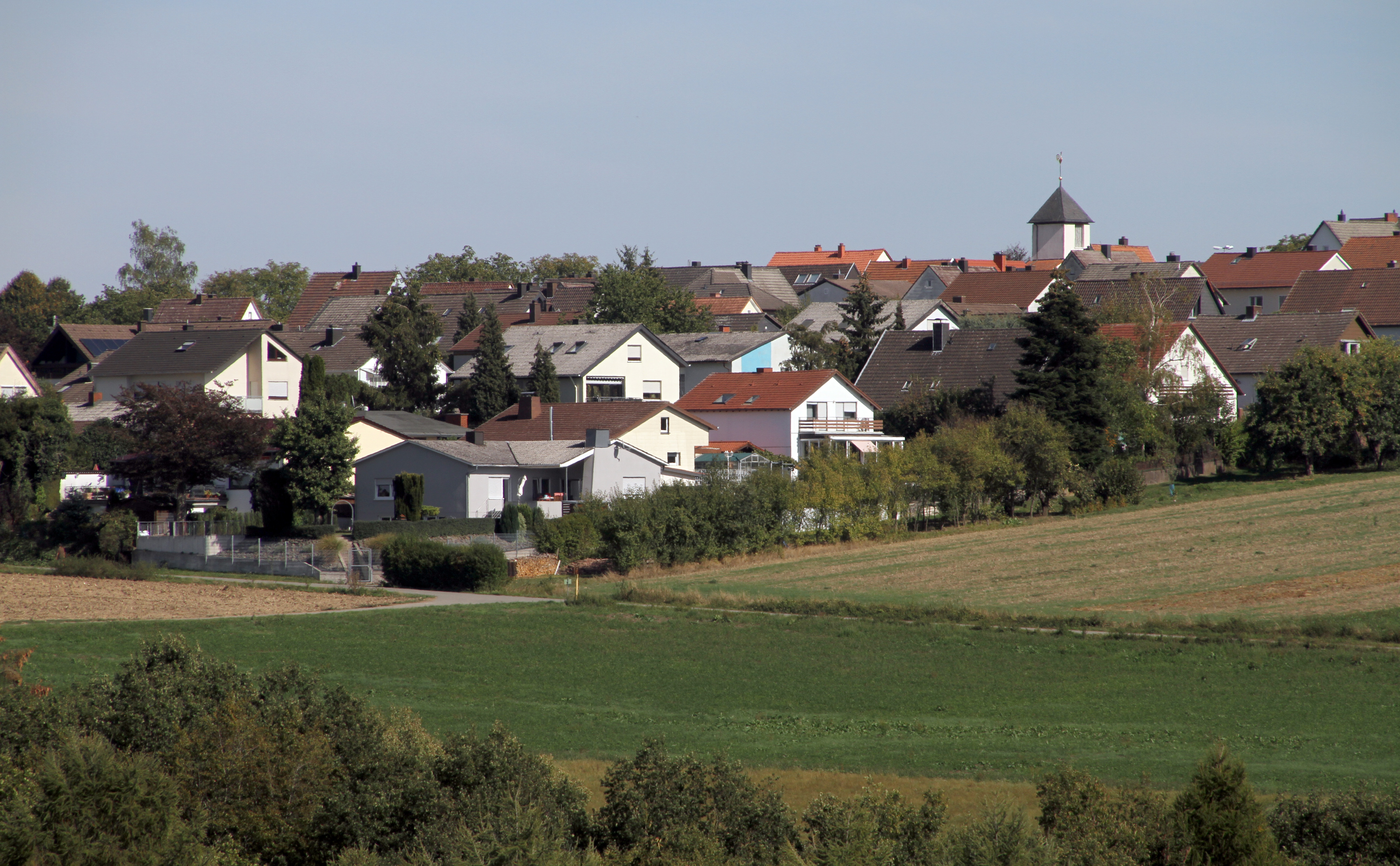
Ortsbild von Höhfröschen

Höhfröschen ist eine Ortsgemeinde im Landkreis Südwestpfalz in Rheinland-Pfalz. Sie gehört der Verbandsgemeinde Thaleischweiler-Wallhalben an. Seit 1959 ist sie eine selbständige Gemeinde.

## Geographie
Höhfröschen liegt im zum Zweibrücker Hügelland gehörenden Pirmasenser Hügelland. Nachbargemeinden sind – im Uhrzeigersinn –  Thaleischweiler-Fröschen, Petersberg, Höheischweiler und Rieschweiler-Mühlbach. Durch den Westen der Gemeindegemarkung fließt der Mohrbach. Am nordöstlichen Rand der Bebauung entspringt der Höhfröschener Bach.

## Geschichte

### Frühe Neuzeit
Der Ort entstand um 1685 als Ausbausiedlung von Thalfröschen an Stelle der Wüstung Schonenbach (Schönbach). Er wurde zunächst „Oberfröschen“, „Neufröschen“ oder „Bergfröschen“ genannt. Später kam die Benennung „Höhfröschen“ auf. Das Dorf gehörte zum Amt Lemberg der Grafschaft Hanau-Lichtenberg und dort zur Amtsschultheißerei Fröschen.
1736 starb mit Graf Johann Reinhard III. der letzte männliche Vertreter des Hauses Hanau. Aufgrund der Ehe seiner einzigen Tochter, Charlotte (* 1700; † 1726), mit dem Erbprinzen Ludwig (VIII.) (* 1691; † 1768) von Hessen-Darmstadt fiel die Grafschaft Hanau-Lichtenberg nach dort.

### Seit Ende des 18. Jahrhunderts
Im Zuge der Französischen Revolution fiel dann der linksrheinische Teil der Grafschaft Hanau-Lichtenberg – und damit auch das Amt Lemberg und Höhfröschen – 1794 an Frankreich. Nach dem Ende der napoleonischen Herrschaft kam Höhfröschen zum bayerischen Rheinkreis, der späteren Pfalz (Bayern). Thalfröschen, Höhfröschen und Biebermühle bildeten die Gemeinde Fröschen. 1928 hatte Höhfröschen 724 Einwohner, die in 105 Wohngebäuden lebten. 1959 wurde die Gemeinde Fröschen aufgelöst.
Im Zuge der ersten rheinland-pfälzischen Verwaltungsreform wurde die Gemeinde 1972 der neugeschaffenen Verbandsgemeinde Thaleischweiler-Fröschen zugeordnet. Seit 2014 gehört sie zur Verbandsgemeinde Thaleischweiler-Wallhalben.

## Bevölkerung

### Einwohnerentwicklung
Die Entwicklung der Einwohnerzahl von Höhfröschen (die Werte von 1939 bis 1987 beruhen auf Volkszählungen):
| Jahr | Einwohner |
| ---- | --------- |
| 1925 | 724 (1)   |
| 1939 | 748       |
| 1950 | 579       |
| 1961 | 600       |
| 1970 | 659       |
| 1987 | 793       |

| Jahr | Einwohner |
| ---- | --------- |
| 1997 | 960       |
| 2005 | 930       |
| 2011 | 876       |
| 2017 | 883       |
| 2023 | 919       |

### Religion
Die Katholiken gehören zum Bistum Speyer und unterstehen dort dem Dekanat Pirmasens, die Evangelischen zur Protestantischen Landeskirche Pfalz.

## Politik
Bei Bundestagswahlen gehört Höhfröschen zum Wahlkreis Pirmasens. Bei Landtagswahlen war die Gemeinde von 1991 bis 2016 Bestandteil des Wahlkreises Pirmasens-Land. Aufgrund des Bevölkerungsrückgangs der Region wurde er aufgelöst, sodass Höhfröschen ab 2021 zum Wahlkreis Zweibrücken gehört.

### Gemeinderat
Der Gemeinderat in Höhfröschen besteht aus insgesamt zwölf Ratsmitgliedern, die bei der Kommunalwahl am 9. Juni 2024 in einer personalisierten Verhältniswahl gewählt wurden, und dem ehrenamtlichen Ortsbürgermeister als Vorsitzendem.
Die Sitzverteilung im Gemeinderat:
| Wahl | SPD | CDU | FWG | BfH (WGH) | Gesamt   |
| ---- | --- | --- | --- | --------- | -------- |
| 2024 | –   | 4   | 3   | 5         | 12 Sitze |
| 2019 | –   | 4   | 3   | 5         | 12 Sitze |
| 2014 | 2   | 5   | 3   | 2         | 12 Sitze |
| 2009 | 3   | 5   | 4   | –         | 12 Sitze |
| 2004 | 4   | 8   | –   | –         | 12 Sitze |

- FWG = Freie Wählergemeinschaft Verbandsgemeinde Thaleischweiler-Fröschen e. V., Ortsverband Höhfröschen
- BfH = Bürger für Höhfröschen e. V., entstanden aus der ehemaligen WGH = Wählergruppe Hoffmann (2014)

### Bürgermeister
Gerhard Hoffmann (BfH) wurde am 1. Juli 2019 Ortsbürgermeister von Höhfröschen. Bei der Direktwahl am 26. Mai 2019 war er mit einem Stimmenanteil von 53,88 % gewählt worden. Bei der Direktwahl am 9. Juni 2024 wurde er als einziger Bewerber mit 71,9 % für weitere fünf Jahre wiedergewählt.
Hoffmanns Vorgänger waren Jörg Schneider (CDU, 2014–2019), Peter Sammel (FWG, 2009–2014) und Manfred Hunsicker (CDU, bis 2009).

### Wappen
| Wappen von Höhfröschen | Blasonierung: „In Gold auf grünem Dreiberg, erhöht ein grüner Frosch, überhöht in drei roten Sparren.“ |
| Wappen von Höhfröschen | Wappenbegründung: Die Sparren entstammen dem Wappen der Grafschaft Hanau. Der Frosch verweist redend auf den Ortsnamen. Der Dreiberg symbolisiert die Höhenlage des Ortes. Das Wappen wurde 1971 von der Bezirksregierung Rheinhessen-Pfalz verliehen. |

## Kulturdenkmäler

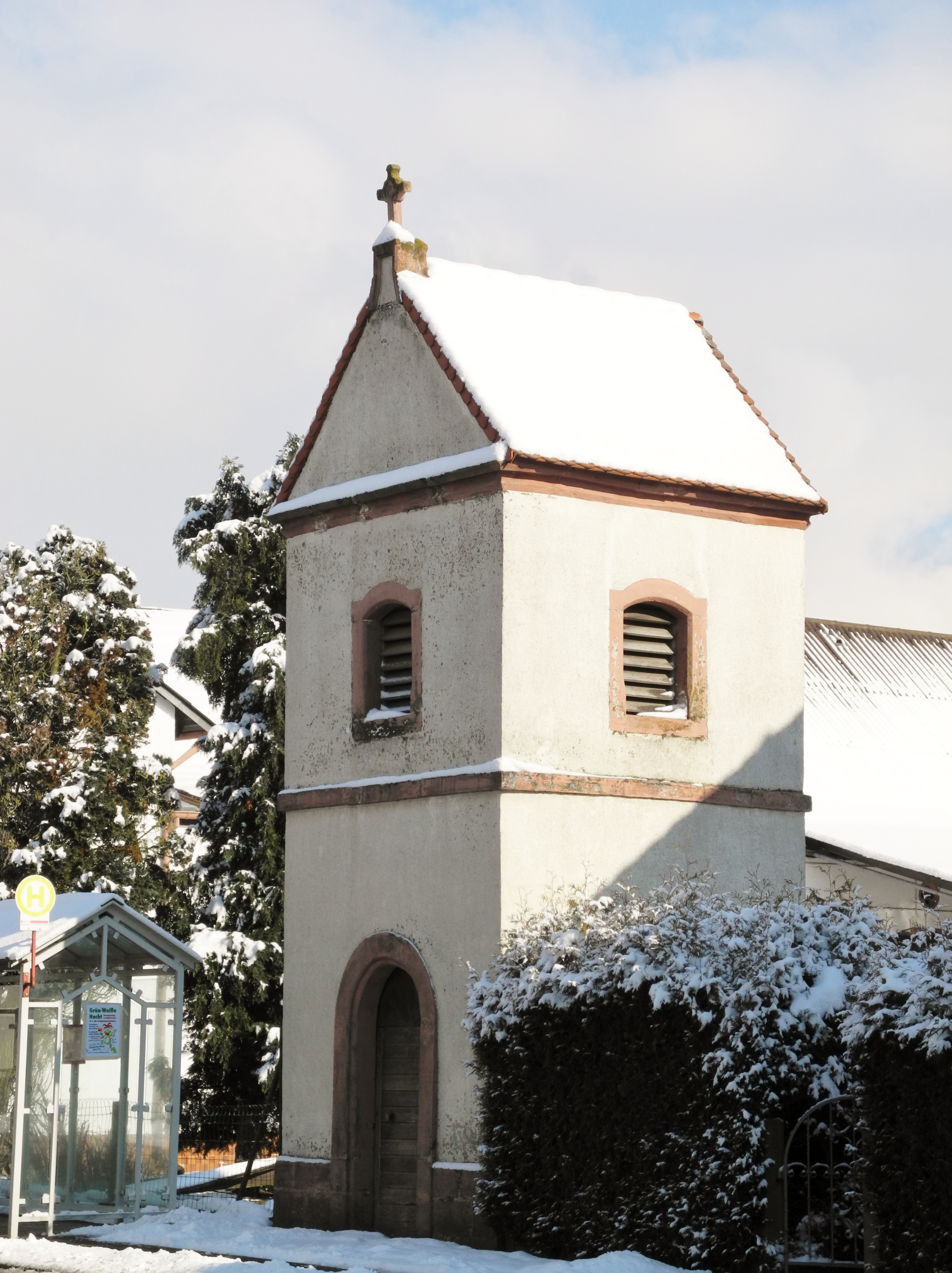
Denkmalgeschützter Glockenturm

Vor Ort befinden sich insgesamt vier Objekte, die unter Denkmalschutz stehen, darunter das Kriegerdenkmal.

## Wirtschaft und Infrastruktur

### Verkehr
Durch Höhfröschen führt die Landesstraße 474, die nach Thaleischweiler-Fröschen und nach Pirmasens führt. Über sie besteht ein direkter Anschluss an die A 62, die unmittelbar südöstlich der Bebauung verläuft. Die Kreisstraße 15 stellt eine Verbindung nach Rieschweiler-Mühlbach her und die Kreisstraße 17 eine solche nach Höheischweiler.

### Tourismus
Mitten durch Höhfröschen führen der Pirminius-Radweg und der mit einem rot-weißen Balken gekennzeichnete Höcherbergweg. Im Westen der Gemarkung befindet sich außerdem die vom Pfälzerwald-Verein betriebene Stockwieser Hütte.

## Persönlichkeiten

### Söhne und Töchter der Gemeinde
- Lisa Schwab (* 1989), Fußballspielerin

### Personen, die vor Ort gewirkt haben
- Bernd Kriebel (* 1964), Politiker (Tierschutzpartei), wohnt vor Ort